# Загорье (Порховский район)
Загорье — деревня в центральной части Порховского района Псковской области. Входит в состав сельского поселения «Туготинская волость».
Расположена в 14 км к западу от города Порхов и в 7 км к северо-востоку от волостного центра Туготино.
Численность населения составляет 11 жителей (2000 год).